# Filària de Medina
La filària de Medina o cuc de Guinea (Dracunculus medinensis) és una espècie de nematode de la família Dracunculidae causant de la dracunculosi o dracontosi. Es tracta d'un paràsit que es troba en els teixits subcutanis i musculars en humans i gossos, i ocasionalment en bestiar i cavalls.
Aquesta és l'espècie que parasita els humans, amb una llarga tradició històrica i amb la possibilitat que sigui erradicada per complet de forma imminent; però també hi ha altres espècies d'aquesta família que són infestants, com per exemple Dracunculus insignis, que afecta gossos i carnívors salvatges, causa lesions cutànies i úlceres i afecta a vegades el cor i la columna vertebral; Dracunculus fuelliborni, que parasita opòssums, Dracunculus lutrae a llúdrigues i Dracunculus ophidensis a rèptils.

## Cicle de vida
D. medinensis és un nematode de cicle aquàtic, diheteroxè, dotat d'un gran dimorfisme sexual, acusat per la mida gegant de les seves femelles, que contrasta amb el nanisme dels mascles: les femelles assoleixen els 70-120 cm de llarg i 0,9-1,7 mm d'ample; en canvi, els mascles solament mesuren entre 12-30 mm de llarg per 0,4 mm d'ample. Aquest paràsit es troba entre els nematodes més llargs que infesten humans.
L'extrem cefàlic, mancat de llavis, presenta una placa esclerosada en el centre del qual s'obre l'orifici bucal rodejat per dos cercles de papil·les i els anfidis, oferint una clara simetria bilateral pròpia de l'ordre.
Les femelles abandonen els teixits en els que s'han desenvolupat, i un cop fecundades migren cap al teixit subcutani d'aquelles regions corporals de l'hoste que es posen amb major freqüència en contacte amb l'aigua, como braços i canells, peus i turmells.
Un cop allà, el seu cos sol marcar-se en relleu, amb l'aspecte d'un vena varicosa, i en la regió cutània es forma una ampolla o flictena que més tard s'ulcera, en forma de copa, causant una inflamació i irritació intensa. En el fons d'aquesta úlcera sobresurt l'extrem cefàlic de la femella, que sobresurt acusadament quan entra en contacte amb l'aigua. Les ampolles causen dolor intens i una sensació de calor en l'hoste, de manera que la persona afectada, tractant d'alleugerir aquests símptomes, es submergeix en l'aigua, moment en què esclata l'ampolla i queden alliberades totes les larves contingudes en ella.
Donada l'atròfia vulvar, les nanses uterines emergeixen per una efracció de la cutícula en la seva regió cefàlica i, sota l'estímul provocat pel contacte amb l'aigua, aquestes nanses es trenquen i deixen lliures en el líquid centenars de milers de larves uterines, d'una longitud diminuta, al voltant de 500 μm., amb una llarga i aguda cua.

Cyclops infestat d'embrions de Dracunculus medinensis (Fedchenko, 1870)

Els hostes intermediaris, crustacis del gènere Cyclops (Classe Maxillopoda i Subclasse Copepoda), són coneguts com a “puces d'aigua”[3], comuns en pous de proveïment i estancs, ingereixen les larves, i aquestes passen a la seva cavitat hemocèlica, on 10-15 dies més tard es converteixen en larves infectants o metacícliques, en estadi L3 i es distingeixen llavors per la pèrdua de la seva afilada cua.
Si l'home ingereix aquests copèpodes en ingerir aigua, les larves L3 queden en llibertat a la llum del duodè. Travessen la paret intestinal i complint les seves darreres mudes durant aquest trànsit, un mes i mig més tard, ja es troben com adults joves en el teixit connectiu de diverses regions corporals, especialment l'axil·lar i la inguinal. Les femelles emigren llavors a les zones subcutànies, on realitzen la posta larvària, que s'iniciarà 12-15 mesos després de la ingesta de Cyclops infectats.
En l'aigua, les larves de Dracunculus sobreviuen lliures durant diversos dies, i si son ingerides per les "puces d'aigua", continuaran el seu desenvolupament en l'interior d'aquests, completant-ho en uns 20 dies.
És curiós que essent els crustacis els hostes intermediaris, de vida aquàtica, sigui durant les èpoques seques de l'any quan es produeix la major incidència en les infeccions; això succeeix perquè durant les èpoques de sequera, la població obté l'aigua dels pous que queden en els rius o en els dipòsits d'aigua potable, als quals cal introduir-se, quedant submergides les extremitats inferiors dels aiguaders. La reducció del volum hídric d'aquests llocs d'aprovisionament durant les èpoques seques, no solament afavoreix els contactes corporals amb l'aigua i el pas a ella de les larves emergents de les femelles, sinó també la multiplicació dels Cyclops.

El 1986, el Centre Carter, una fundació creada per Jimmy Carter, expresident dels Estats Units d'Amèrica, va començar una acció per erradicar la plaga en combinar informació a la població, control químic i difusió massiva de filtres d'aigua a les zones infectades. La campanya va tenir èxit. De més de 3,5 milions de pacients als anys 1980, només se'n 